# جيك بورتون
جيك بورتون (بالإنجليزية: Jake Burton)‏ هو لاعب كرة قدم بريطاني، ولد في 15 نوفمبر 2001 في ليفربول في المملكة المتحدة.